# 정희진
정희진(1967년 ~ )은 대한민국의 여성학·평화학 연구자이다.

## 생애
1967년 대한민국 서울특별시에서 태어났다. 서강대학교 종교학과를 졸업하고, 2000년 이화여자대학교 대학원에서 석사 학위를 받았다. 2019년에 「반미문학을 통해 본 식민지 남성성의 형성」으로 이화여대 박사 학위를 받았다. 서강대학교를 6년 만에 졸업한 후 한국여성의전화에서 5년간 상근자로 일했다. 대학, 시민단체, 노동조합 등에서 여성학을 강의하고, 다양한 여성조직에서 자문위원, 전문위원 등으로 활동하였다. 현재 녹색당 당원이다.

## 학력
- 서강대학교 종교학과 학사
- 이화여자대학교 대학원 여성학 석사, 박사

## 경력
- 서강대학교 강사
- 한국여성의전화 전문위원
- 여성가족부 자문위원

## 저서
- 《저는 오늘 꽃을 받았어요》. 또하나의문화. 2001년. ISBN 9788985635479
- 《페미니즘의 도전》. 교양인. 2013년. ISBN 9788991799806
- 《정희진처럼 읽기》. 교양인. 2014년. ISBN 9788991799004
- 《아주 친밀한 폭력》. 교양인. 2016년. ISBN 9791187064053 (2001년, 《저는 오늘 꽃을 받았어요》개정판)
- 《혼자서 본 영화》. 교양인. 2018년. ISBN 9791187064206
- 《다시 페미니즘의 도전》, 교양인, 2023년. ISBN 9791193154168

### 공저
- 전희경 등. 《성폭력을 다시 쓴다》. 한울아카데미. 2003년. ISBN 9788946031890
- 김은실 등. 《더 나은 논쟁을 할 권리》. 휴머니스트. 2018년 6월 ISBN 9791160801354
- 엄기호 등. 《남성성과 젠더》. 자음과모음. 2011년. ISBN 9788957075517
- 엄기호 등. 《저항하는 평화》. 오월의봄. 2015년. ISBN 9788997889495
- 윤보라 등. 《여성혐오가 어쨌다구》. 현실문화. 2015년. ISBN 9788965641704
- 고미숙 등. 《나이듦 수업》. 서해문집. 2016년. ISBN 9788974837662
- 권김현영 등. 《양성평등에 반대한다》. 교양인. 2016년. ISBN 9791187064084
- 김고연주 등. 《소녀, 설치고 말하고 생각하라》. 우리학교. 2017년. ISBN 9791187050223
- 리아 페이-베르퀴스트 등. 《페미니스트 유토피아》. 휴머니스트. 2017년 2월 ISBN 9791160800197
- 권김현영 등. 《한국 남성을 분석한다》. 교양인. 2017년 5월 ISBN 9791187064138
- 권김현영 등. 《피해와 가해의 페미니즘》. 교양인. 2018년 3월 ISBN 9791187064220
- 서민 등. 《지금 여기의 페미니즘X민주주의》. 교유서가. 2018년 5월 ISBN 9788954651264
- 권김현영 등. 《미투의 정치학》. 교양인. 2019년 2월 ISBN 9791187064343

### 해제
- 애너벨 크랩. 《아내 가뭄》 (동양북스) 2016년 12월 ISBN 9791157032112
- 베티 프리단. 《여성성의 신화 (새로운 길 위에 있는 우리 모두에게 용기를)》. 갈라파고스. 2018년 7월 ISBN 9791187038344

### 칼럼
- 《한겨레》 칼럼, 정희진의 어떤 메모
- 《경향신문》 칼럼, 정희진의 낯선 사이
- 《씨네21》 칼럼, 디스토피아로부터

### 저자 페이지
- 정희진 - 알라딘
- 정희진 - 예스24
- 정희진 - 교보문고 보관됨 2019-02-24 - 웨이백 머신